# Stazione di Funabashi
La Stazione di Funabashi (船橋駅?, Funabashi-eki) è una stazione ferroviaria situata nella città di Funabashi, nella prefettura di Chiba, che serve le linee Chūō-Sōbu e Sōbu Rapida della JR East ed è il capolinea per la linea Tōbu Noda delle Ferrovie Tōbu.

## Linee
East Japan Railway Company
■ Linea Chūō-Sōbu
■ Linea Sōbu Rapida
Ferrovie Tōbu
● Linea Tōbu Noda

## Struttura

### Stazione JR East
La stazione è dotata di due banchine centrali a isola con quattro binari su viadotto.
| 1 | ■ Linea Chūō-Sōbu   | per Nishi-Funabashi, Akihabara, Shinjuku e Mitaka |
| 2 | ■ Linea Chūō-Sōbu   | per Makuhari-Hongō, Inage e Chiba                 |
| 3 | ■ Linea Sōbu Rapida | per Kinshichō, Tokyo, Yokohama e Kurihama         |
| 4 | ■ Linea Sōbu Rapida | per Tsudanuma, Inage e Chiba                      |

### Stazione Tōbu
La stazione delle ferrovie Tōbu è il capolinea della linea Noda, e dispone di una piattaforma a isola centrale con due binari.
| 1-2 | ● Linea Tōbu Noda | per Shin-Kamagaya, Kashiwa, Nodashi, Kasukabe e Ōmiya |

## Stazioni adiacenti
| «                 | Servizio         | »                 |
| Linea Chūō-Sōbu   | Linea Chūō-Sōbu  | Linea Chūō-Sōbu   |
| ----------------- | ---------------- | ----------------- |
| Nishi-Funabashi   | Locale           | Higashi-Funabashi |
| Linea Sōbu Rapida |                  |                   |
| Ichikawa          | Rapido           | Tsudanuma         |
| Kinshichō         | Rapido pendolari | Chiba             |
| Linea Tōbu Noda   |                  |                   |
| Capolinea         | Rapido           | Shin-Funabashi    |